# Nasir Abid
Pour les articles homonymes, voir Abid.
 (mai 2016).
L'homme d'affaires jordanien Nasir Abid est une des sept premières fortunes de Grande-Bretagne. Il a été impliqué dans plusieurs affaires politico-financières en France et au Luxembourg.

## Financement illégal du RPF
Les juges Philippe Courroye, Isabelle Prévost-Desprez et Michèle Vaubaillon sont responsables des deux informations judiciaires sur le financement du Rassemblement pour la France (RPF) ouvertes, en marge de l'affaire Falcone, le 19 avril 2001, par le parquet de Paris. 
Le 10 avril 2001, lors de son audition par les policiers, Sabine de la Laurencie, une ancienne collaboratrice de Bernard Guillet, le conseiller diplomatique de Charles Pasqua, a décrit des remises d'espèces provenant de Nasir Abid au profit du RPF. Une somme lui aurait été remise personnellement. Elle a également indiqué qu'une « Natacha », membre de l'Association France-Sibérie-Russie (AFSR), présidée par Bernard Guillet s'était « rendue au Luxembourg dans la première quinzaine de février 2001 » afin de recueillir des fonds auprès de Nasir Abid. « Natacha s'est vu confier cette mission parce que M. Alain Robert, proche de M. Pasqua, l'a présentée comme personne de confiance », avait indiqué Mme de la Laurencie. 
Le 30 avril 2001, ces magistrats ont mis en examen Natalia Kotliarov (Natalia Kotliarova), pour « infraction à la législation sur le financement politique ». D'origine russe, Natalia Kotliarov est soupçonnée d'avoir convoyé des fonds destinés au financement illicite du RPF présidé par Charles Pasqua. Natalia Kotliarov a reconnu avoir rendu visite à Nasir Abid, bras droit de Nadhmi Auchi mais a contesté avoir rapporté des espèces. Elle se serait déplacée pour obtenir des renseignements en vue de l'ouverture de comptes bancaires au Luxembourg. En 1997, elle avait été trouvée à l'aéroport de Roissy en 1997 en possession de 122 000 dollars, elle a indiqué qu'il s'agissait d'une somme émanant du conglomérat russe Gazprom. La société Gazprom l'aurait mandatée afin d'effectuer à Paris des achats destinés à des 'cadeaux d'entreprise'.

## Affaire Elf
Nasir Abid a également été mis en examen dans le volet espagnol (Ertoil) de l'affaire Elf[Quand ?].